# Hudičev most, Bohinj
Hudičev most je kamniti most čez Mostnico v bližini Stare Fužine, ki ga je dal leta 1777 zgraditi baron Žiga Zois za lažji transport surovin in izdelkov svoje železarne. Omogoča dostop iz Stare Fužine na Pokljuko čez planino Voje. Most je zgrajen v enem loku iz klesanega kamna in se razteza nad prepadno sotesko potoka Mostnica v občini Bohinj.
Most je po ljudskem izročilu ime dobil zato, ker je uspešna gradnja mostu pripisana hudiču in človeški iznajdljivosti pri barantanju z njim, in je dokaj pogosto za drzne mostove nad soteskami.